# Die Alliierten
Die Alliierten waren eine deutsche Oi!-/Punkband aus Wuppertal. 

## Geschichte
Ihre einzige, 1983 auf Rock-O-Rama veröffentlichte, Langspielplatte Ruhm und Ehre genießt in der Punk- und Oi!-Szene Kultstatus. Wenngleich damals große Teile der Oi!-Bewegung ins rechtsextreme Lager strömten und sich mit der Punkszene verfeindeten, sprachen die Alliierten sich in dem Lied Skins & Punx für Zusammenhalt und im Lied Blinder Hass, dessen Text auf der Rückseite des Albumcovers abgedruckt ist, gegen Rassismus und Antisemitismus aus.
Gitarrist der Band war Caspar Brötzmann, „der lt. Aussagen der Band für die 'allzu liberalen' und Punk-freundlichen Texte verantwortlich zeichnete, für die man sich im Nachhinein bei den Lesern des 'Clockwork Orange' quasi entschuldigte. Was selbstredend zur Suspendierung eben jenes Caspar B. führte.“
Live-Aufnahmen eines Konzertes zusammen mit The Skeptix, Cotzbrocken, B.Trug und OHL sollten 1984 auf der LP Live im Stollwerck veröffentlicht werden, diese erschien allerdings nie. Der bereits auf dem gleichnamigen Album veröffentlichte Instrumentaltrack Ruhm und Ehre erschien 1986 auf der LP No Surrender! Vol. 2, auf der auch Skrewdriver sowie andere Rechtsrockbands erschienen. Aufgrund der Geschäftspolitik des Rock-O-Rama-Inhabers Herbert Egoldt und der früheren Positionierung der Band ist es nicht unwahrscheinlich, dass dies ohne Genehmigung der Bandmitglieder geschah.
In den 1990er Jahren wurde die LP als Bootleg wiederveröffentlicht, wobei der Labelname durch „Schock & Drama“ ersetzt wurde, angelehnt an das gleichnamige Stück der Punkband Äni(X)väx, welches Egoldts Geschäftsgebaren angriff.

## Diskografie
- 1983: Ruhm und Ehre (Rock-O-Rama)